# Grace Frankland
Grace Coleridge Frankland, coneguda com a senyora de Percy Frankland (4 de desembre de 1858 – 5 d'octubre de 1946), va ser una microbiòloga anglesa. Va ser una de les dinou científiques que el 1904 van escriure i signar la petició a la Chemical Society per demanar que aquesta societat admetés dones entre els seus membres.

## Biografia
Grace Toynbee (Frankland era el cognom de casada) era la més jove de nou germans; els seus pares eren Harriet i Joseph Toynbee, el pare un destacat metge especialitzat en otologia. No hi ha molta informació sobre la seva infància i adolescència. Se sap, per cartes intercanviades amb el seu germà Arnold, que ella i una germana seva van passar sis mesos a Alemanya cap a 1872 o 1873. El curs 1874-1875 va estudiar a Bedford College, de Londres, que va ser el primer centre d'educació superior per a noies al Regne Unit. Segons els arxius d'aquest centre, les assignatures que hi va cursar van ser llatí, anglès, literatura, aritmètica i alemany. El 1882 es va casar amb Percy Frankland, aleshores professor de química orgànica de l'Escola Normal de South Kensington, que era fill d'un reconegut químic, Sir Edward Frankland. Es coneixien des de feia alguns anys perquè ell era germà d'unes amigues seves i es van prometre quan Percy Frankland va tornar de Würzburg, a Baviera, on va fer el doctorat. La parella va tenir un fill, Percy Edward.
Amb el seu marit va desenvolupar un interès per la ciència emergent de la bacteriologia. Va treballar tant amb ell com amb el seu sogre, Edward Frankland, en el laboratori que pare i fill van muntar per a l'anàlisi d'aigües i això va fer que es dediquessin també a l'estudi dels bacteris que viuen en el medi aquàtic. Grace Frankland va ser coautora, amb el seu marit, d'articles sobre bacteris i altres microorganismes que es troben a l’aire i a l’aigua. Coneixien el treball de Robert Koch, que havia estat a Londres en diverses ocasions, i van adoptar les seves tècniques de cultiu, que fins i tot van millorar. Els companys del seu marit van assenyalar que, tot i que la seva situació com a marit i esposa treballant junts no era única, ell era «el primer home que va tenir la cortesia d'admetre-ho obertament».
Van viure a Londres fins al 1888, en què, per desavinences entre el seu marit i el seu sogre, es van traslladar a Dundee, a Escòcia, on ell va ser nomenat catedràtic de Química de la universitat d'aquella ciutat. El 1894 van tornar a Anglaterra quan el seu marit va ser nomenat catedràtic del centre que aleshores era Queen's College i després va ser incorporat a la Universitat de Birmingham. La parella viatjava sovint a l'estranger, especialment per Alemanya, Àustria, Itàlia, Suïssa, Noruega i Suècia.
Durant la primera dècada del segle, Grace Frankland va dedicar-se més a escriure que al treball de laboratori i el 1904 va ingressar al Lyceum Club, una entitat inspirada en els clubs professionals d'homes, que reunia dones dels àmbits de la literatura, el periodisme, l'art, la ciència i la medicina. Allà va coincidir amb altres dones que lluitaven pels drets de les dones científiques i que, com ella, pensaven que havien de poder participar d'igual manera que els homes en les societats científiques.
Quan es van retirar, Grace i Percy Frankland van tornar a viure a Escòcia, a Argyll. Ella va morir el 5 d'octubre de 1946 i unes setmanes més tard va morir el seu marit. Els dos van ser enterrats junts en el cementiri de l'església de Glen Orchy.

## Publicacions i contribucions
Al 1887 i 1888 va publicar conjuntament amb el seu marit estudis sobre els microorganismes en l'aire, l'aigua i a terra. Els anys 1889 i 1890 va publicar més articles conjunts sobre diversos temes biològics i químics: nitrificació, processos de fermentació, substàncies purificadores amb fermentació. Juntament amb el seu marit, Percy Frankland va aïllar el primer cultiu pur de soques bacterianes nitrificants (amoníac-oxidant) el 1890. Amb ell, també va escriure dos llibres: MicroOrganisms in Water: their Significance, Identification, and Removal (Microorganismes de l'aigua: significat, identificació i eliminació; 1894) i una biografia Pasteur (1898).
Frankland estava especialment interessada en la relació entre bacteris i salut pública. El 1903 va escriure un llibre de divulgació que va titular Bacteria in Daily Life. (Els bacteris en la vida diària). Va ser escrit en un estil divulgatiu que volia interessar una audiència àmplia i incloïa important informació bacteriològica relacionada amb el menjar, beure, fumar, la contaminació, les aigües residuals, l'aire i les malalties infeccioses. El llibre va ser ressenyat a Nature el 1903 i constituí un dels primers exemples de ciència divulgativa.

## Afiliacions acadèmiques
Va ser membre de la Royal Microscopical Society, fou admesa a la Societat Linneana de Londres (essent una de les primeres dotze dones científiques admeses) i membre honorària del Bedford College.
El 1904, va ser una de les dinou signants d'una petició a la Chemical Society en què destacades dones químiques exposaven les raons per les quals creien que se'ls havia d'admetre com a membres d'aquella entitat. La petició els fou denegada i no fou fins al 1920 que s'hi van admetre les primeres dones.
Grace Frankland, que havia viscut a Dundee, forma part del Dundee Women's Trail, un recorregut que commemora «vint-i-cinc dones que són –o haurien de ser– l’orgull de Dundee», per les seves contribucions significatives en molt diversos camps.

## Llegat i memòria
La documentació de Grace Frankland forma part del «Fons familiar Frankland», dipositat a la Biblioteca de la Universitat de Manchester.
El 2019 es va presentar a la Universitat de Birmingham el Memorial Grace Frankland, la conferència inaugural del qual pronuncià Ada Yonath, premi Nobel de Química de 2009.
El 2020 una exposició a la Societat Linneana recordava i celebrava les primeres dones membre de la societat.